# Protopterna
Protopterna là một chi bướm đêm thuộc phân họ Tortricinae của họ Tortricidae.

## Các loài
- Protopterna chalybias Meyrick, 1908
- Protopterna citrophanes Meyrick, 1921
- Protopterna eremia Yasuda & Razowski, 1991